# 長重
長重（ながしげ、生没年不詳）とは、江戸時代の上方の浮世絵師。

## 来歴
有楽斎長秀の門人。文政6年（1823年）頃に合羽摺の役者絵を残す。

## 作品
- 「安藤喜八郎・嵐芳三郎　生田伝八・浅尾仲蔵　遠藤治左衛門・市川鯉三郎」　細判合羽摺3枚続　東京都立図書館所蔵　※文政6年頃『敵討崇禅寺馬場』より。いずれも「長秀門人長重画」の落款あり